# Малага (Калифорнија)
Малага (енгл. Malaga) насељено је место без административног статуса у америчкој савезној држави Калифорнија.

## Демографија
По попису из 2010. године број становника је 947.
| Група             | 2000.    | 2010.       |
| Белци             | 0 (0,0%) | 35 (3,7%)   |
| Афроамериканци    | 0 (0,0%) | 12 (1,3%)   |
| Азијати           | 0 (0,0%) | 11 (1,2%)   |
| Хиспаноамериканци | 0 (0,0%) | 891 (94,1%) |
| Укупно            | 0        | 947         |